# دانیله آلتوبلی
دانیله آلتوبلی (انگلیسی: Daniele Altobelli؛ زادهٔ ۱۸ مارس ۱۹۹۳) بازیکن فوتبال اهل ایتالیا است.
از باشگاه‌هایی که در آن بازی کرده‌است می‌توان به باشگاه فوتبال آسکولی و باشگاه فوتبال پرو ورچلی اشاره کرد.